# Terra de Caldelas
Die Comarca Terra de Caldelas (spanisch Tierra de Caldelas) ist eine der zwölf Comarcas der spanischen Provinz Ourense in der Autonomen Gemeinschaft Galicien.

## Lage
Das Gebiet der Comarca liegt im Norden der Provinz Ourense und grenzt dort an folgende Provinz Galiciens und Comarcas innerhalb der Provinz Ourense:
| Ourense        | Provinz Lugo                                |                 |
| Allariz-Maceda | Kompassrose, die auf Nachbargemeinden zeigt | Terra de Trives |
| A Limia        | Verín                                       |                 |

## Gliederung
Die Comarca umfasst vier Gemeinden (spanisch Municipios; galicisch Concello) mit einer Fläche von 313,25 km², was 4,31 % der Fläche der Provinz Ourense und 1,06 % der Fläche Galiciens entspricht.
| Gemeinde                  | Einwohner (2024) | Fläche km² | Dichte Einw./km² | Cod INE | Postleitzahl |
| ------------------------- | ---------------- | ---------- | ---------------- | ------- | ------------ |
| Castro Caldelas           | 1.238            | 87,61      | 14               | 32023   | 32760        |
| Montederramo              | 670              | 135,57     | 5                | 32049   | 32750        |
| Parada de Sil             | 522              | 62,43      | 8                | 32057   | 32740        |
| A Teixeira                | 326              | 27,64      | 12               | 32080   | 32765        |
| Comarca Terra de Caldelas | 2.756            | 313,25     | 9                | –       | –            |